# 間の山節
間の山節（あいのやまぶし）は、江戸時代、伊勢の民謡である。

## 概要
伊勢参道筋の間の山でお杉、お玉という2人の女性が三味線を弾き、伊勢参りの人々に歌を歌い、銭を乞い求めた。「花は散りても春咲きて、鳥は古巣に帰れども、行きて帰らぬ死出の道。（相手）夕あしたの鐘の声、寂滅為楽と響けども、聞きて驚く人もなし」という哀調を帯びた歌詞が土地の民謡となり、また都でも流行した。「嬉遊笑覧」には、「今も浄瑠璃に加はりて、間の山といふ音節残れり」、「古市も間の山の内にて、間の山ぶしをうたひしものなるに、物あはれなる節なる故、いつの頃よりかうつりて、川崎音頭流行して、これを伊勢音頭と称し、都鄙ともに華巷のうたひものとなれり」とある。